# Campionats del món de ciclisme de muntanya de 1998
Els Campionats del món de ciclisme de muntanya de 1998 van ser la 9a edició dels Campionats del món de ciclisme de muntanya organitzats per la Unió Ciclista Internacional. Les proves tingueren lloc del 14 al 20 de setembre de 1998 a Mont-Sainte-Anne (Quebec) al Canadà.

## Resultats

### Camp a través
| Proves         | Or                       | Plata                  | Bronze                   |
| Masculí        | Christophe Dupouey (FRA) | Jérôme Chiotti (FRA)   | Filip Meirhaege (BEL)    |
| Femení         | Laurence Leboucher (FRA) | Gunn-Rita Dahle (NOR)  | Alison Sydor (CAN)       |
| Masculí sub-23 | Miguel Martinez (FRA)    | Christoph Sauser (SUI) | Roel Paulissen (BEL)     |
| Masculí júnior | Julien Absalon (FRA)     | Ryder Hesjedal (CAN)   | Fredrik Modin (SWE)      |
| Femení júnior  | Cecile Rode (FRA)        | Severine Hanson (FRA)  | Sandrine Guironnet (FRA) |

### Descens
| Proves         | Or                           | Plata                 | Bronze                   |
| Masculí        | Nicolas Vouilloz (FRA)       | Gerwin Peters (NED)   | Mickael Pascal (FRA)     |
| Femení         | Anne-Caroline Chausson (FRA) | Nolvenn LeCaer (FRA)  | Cheri Elliott (USA)      |
| Masculí júnior | Fabien Barel (FRA)           | Franck Parolin (FRA)  | Nathan Rennie (AUS)      |
| Femení júnior  | Sari Jorgensen (SUI)         | Sabrina Jonnier (FRA) | Johanna Rubel-Todt (GER) |

## Medaller
| Pos.  | País          | Or | Plata | Bronze | Total |
| 1     | França        | 8  | 5     | 2      | 14    |
| 2     | Suïssa        | 1  | 1     | 0      | 2     |
| 3     | Canadà        | 0  | 1     | 1      | 2     |
| 4     | Països Baixos | 0  | 1     | 0      | 1     |
| 4     | Noruega       | 0  | 1     | 0      | 1     |
| 6     | Bèlgica       | 0  | 0     | 2      | 2     |
| 7     | Austràlia     | 0  | 0     | 1      | 1     |
| 7     | Alemanya      | 0  | 0     | 1      | 1     |
| 7     | Suècia        | 0  | 0     | 1      | 1     |
| 7     | Estats Units  | 0  | 0     | 1      | 1     |
| Total | Total         | 9  | 9     | 9      | 27    |